# Temple Bar (Dublin)
Pour les articles homonymes, voir Temple Bar.
 (février 2025).
Si vous disposez d'ouvrages ou d'articles de référence ou si vous connaissez des sites web de qualité traitant du thème abordé ici, merci de compléter l'article en donnant les références utiles à sa vérifiabilité et en les liant à la section « Notes et références ».

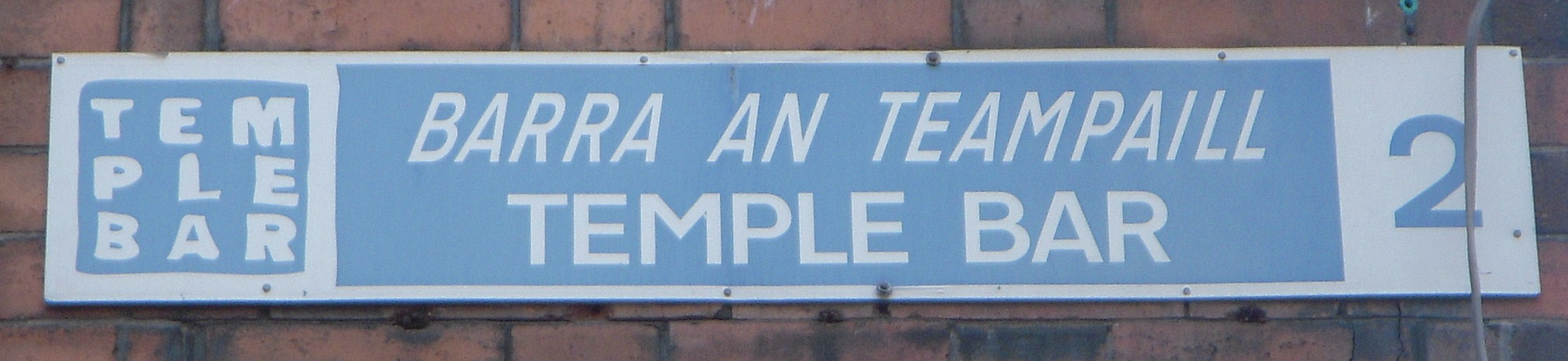
Temple Bar

Temple Bar (Barra an Teampaill en irlandais) est un quartier du centre historique de Dublin. Ce quartier  doit son nom à William Temple (1628-1699), recteur de Trinity College. C'est un quartier aujourd'hui touristique, connu en particulier pour sa vie nocturne. Il est formé de petites rues, souvent piétonnes, où abondent les restaurants, bars et petites boutiques. On peut notamment y trouver des artistes musiciens soit dans la rue ou dans des bars. 

## Histoire
À l'époque médiévale, le quartier s'appelait St. Andrews Parish et constituait un faubourg situé à l'extérieur des murs de la ville. La zone est tombée en désuétude à partir du 14e siècle, car elle était exposée aux attaques des Irlandais.
Le terrain a été réaménagé au XVIIe siècle pour créer des jardins pour les maisons de riches familles anglaises. À cette époque, la rive de la Liffey s'étendait plus à l'intérieur des terres qu'aujourd'hui, le long de la ligne formée par Essex Street, Temple Bar et Fleet Street. Les terrains marécageux situés du côté de la rivière ont été progressivement clos et assainis, ce qui a permis de construire des maisons sur ce qui avait été le rivage ; mais les terrains assainis n'ont pas été endigués, de sorte que les arrière-cours des maisons s'étendaient jusqu'au bord de l'eau. Ce n'est qu'en 1812 que ces arrière-cours furent remplacées par le Wellington Quay. Les façades des maisons constituaient alors une nouvelle rue. La première mention de Temple Bar comme nom de cette rue figure sur la carte de Dublin de Bernard de Gomme datant de 1673, qui montre les terrains récupérés et les nouveaux bâtiments. Les autres noms de rue donnés à proximité sont Dammas Street (aujourd'hui Dame Street) et Dirty Lane (aujourd'hui Temple Lane South).

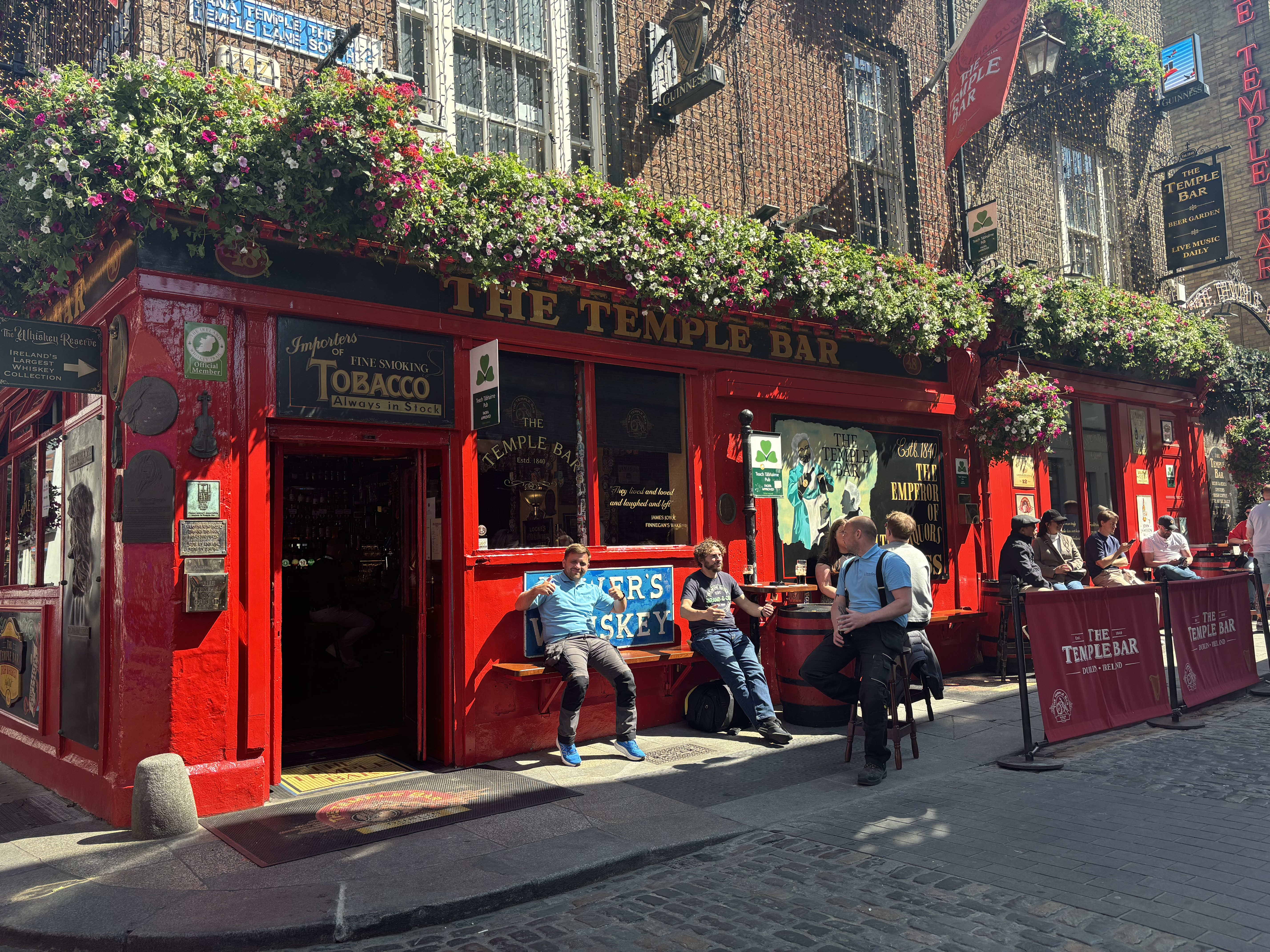
Le bar The Temple Bar à Dublin en mai 2025.

On attribue généralement le nom de la rue connue sous le nom de Temple Bar à la famille Temple, dont le géniteur, Sir William Temple, y a construit une maison et des jardins au début des années 1600. Temple se rend en Irlande en 1599 avec le corps expéditionnaire du comte d'Essex, dont il est alors le secrétaire (Il était auparavant été secrétaire de Sir Philip Sydney jusqu'à ce que ce dernier soit tué au combat). Après la décapitation d'Essex pour trahison en 1601, Temple « se retira dans la vie privée », mais il fut ensuite sollicité pour devenir prévôt du Trinity College, poste qu'il occupa de 1609 à sa mort en 1627, à l'âge de 72 ans. Le fils de William Temple, John, devint Master of the Rolls en Irlande (un poste judiciaire de haut niveau) et est l'auteur d'un célèbre pamphlet excoriant la population irlandaise pour un soulèvement en 1641. Le fils de John, William Temple, devint un célèbre homme d'État anglais.

## A temple Bar
À l'intersection entre Essex St E et le North West Corner de Meeting House Square se trouve le Rory Gallagher Corner en hommage à Rory Gallagher.